# 羅盤座嶺
71°16′S 66°48′W / 71.267°S 66.800°W
羅盤座嶺（英語：Pyxis Ridge），是南極洲的冰原島峰，位於帕爾默地，處於卡德伯里山西北面9公里，該山嶺以羅盤座命名，現時由南極條約體系管理。